# Sofi Jeannin
Pour les articles homonymes, voir Jeannin.
Sofi Jeannin (née le 6 septembre 1976 à Stockholm,) est une mezzo-soprano et chef de chœur suédoise. Elle est directrice musicale de la Maîtrise de Radio France, l’une des formations permanentes administrées par les Concerts de Radio France.

## Biographie

### Formation initiale
Sofi Jeannin commence sa formation artistique en étudiant le piano et le chant en Suède, puis le chant et la direction de chœur à l'université de Sophia-Antipolis[réf. nécessaire]. À partir de 1995, elle affine ses connaissances en écriture et en musique ancienne au Conservatoire de Nice, ainsi qu'en direction de chœur auprès de Bertrand Dutour de Salvert.
Après des études de musicologie à l’École royale supérieure de musique de Stockholm, elle obtient la bourse Lavoisier, et à partir de 2003 se perfectionne en direction de chœur avec Paul Spicer au Royal College of Music de Londres,.

### Carrière de chef de chœur
Sofi Jeannin a enseigné le chant et le chant choral au Royal College of Music Junior Department et à l’Imperial College depuis 2005. Dans le même temps, elle a enseigné la direction de chœur au Conservatoire d'Évry, de 2006 à 2008. Enfin, elle a dirigé le chœur et l’Orchestre philharmonique d’Arad, en Roumanie. 
En 2006, Sofi Jeannin réalise son premier enregistrement, en tant que chef de chœur, pour la BBC lors la création britannique de Consolation I d'Helmut Lachenmann,,.
Depuis mars 2008, elle dirige la Maîtrise de Radio France. Elle est responsable artistique et pédagogique de 150 à 170 élèves et réalise environ trente concerts par saison, diffusés sur France Musique.
Entre 2015 et 2018, elle est également directrice musicale du Chœur de Radio France,.
En mai 2017, elle est nommée à la direction des BBC Singers à partir de juillet 2018.
En 2024, elle reçoit le Grand Prix Antoine Livio 2023 de la Presse musicale internationale.

### Carrière de chanteuse
Mezzo-soprano, elle a chanté avec l'ensemble vocal de l'Académie royale de musique de Stockholm et chante depuis 2005 avec les London Voices,, se produisant avec l’Orchestre philharmonique de Berlin, l'Orchestre symphonique de Londres, l'Orchestre philharmonique de Londres ou encore au Festival de Lucerne.

## Décorations
- Chevalier de l'ordre national du Mérite (2021)[2],[8]
- Officier de l'ordre des Palmes académiques (2018)[2]
- Officier de l'ordre des Arts et des Lettres (2025)[9]
  - chevalier en 2009[10]

## Distinctions
- 2005 : médaille de la Compagnie vénérable des musiciens (en) de Londres[2],[3].